# Weihnachten im Stall
Weihnachten im Stall (schwedisch Jul i stallet) ist ein Buch von Astrid Lindgren.

## Handlung
Eine Mutter erzählt eine Geschichte vom allerersten Weihnachten. Obwohl es vor langer Zeit in einem fernen Land geschah, stellt sich das Kind vor, es sei auf dem Hof seiner Eltern geschehen.
Ein Mann und eine Frau sind nach einer langen Wanderung sehr müde und wollen schlafen. Doch in den Höfen in ihrer Umgebung brennt kein Licht mehr. Daher gehen die beiden Wanderer in einen Stall. Dort scharren sich die Tiere um die frierende Frau und wärmen sie. Wenig später bekommt die Frau ein Kind. Da leuchten plötzlich alle Sterne auf, einer strahlt besonders hell und steht direkt über dem Stall. Die Hirten auf den Feldern wundern sich, warum der Stern über dem Stall stehen. Als sie das neugeborene Kind sehen, erkennen sie, dass der Stern für das Kind leuchtet. Da es kein Bett gibt, legt die Frau ihr Kind in die Krippe. Dort schläft das Kind, ringsum stehen die Hirten und Tiere, über dem Stall leuchtet der Weihnachtsstern.

## Veröffentlichungen
In Deutschland erschien das Buch erstmals im Jahr 1961 mit Illustrationen von Harald Wiberg. Die deutsche Übersetzung stammt von Anna-Liese Kornitzky. Im August 2002 erschien eine Neuauflage des Buches, illustriert von Lars Klinting.
Außerdem wurde die Geschichte vom Dressler Verlag als Hörbuch veröffentlicht. Gelesen wurde die Geschichte von Gabriele Blum.
Das Buch wurde außerdem auf Plattdeutsch und Friesisch übersetzt.

## Rezeption

### Kritik
Die Frankfurter Allgemeine Zeitung meint, Astrid Lindgren würde in dem Buch die Weihnachtsgeschichte ganz reduziert wiedergeben, sodass die „Phantasie eigene Bilder finden“ könne. Lars Klinting gehe mit seinen Bildern nah an die Menschen und Tiere heran. Mit seinen Illustrationen werde die Weihnachtsgeschichte „wieder gegenwärtig und bewegend.“ Harald Wiberg zeige die Geschichte mit seinen Illustrationen „aus einem verträumteren, zugleich distanzierteren Blickwinkel.“
Laut t-online.de ist Lindgrens Buch auch schon für ganz kleine Kinder geeignet. Die Weihnachtsgeschichte werde auf „uralte, geheimnisvolle und doch neue, zeitlose Weise erzählt.“ Harald Wibergs Zeichnungen seien wundervoll.
Stiftung Lesen findet, dass die Weihnachtsgeschichte „einfach, dabei aber wunderbar schön“ geschrieben sei. Lars Klintings Illustrationen, würden „auf neuartige und zauberhafte Weise den Geist der Geschichte widerspiegeln“ und dieses Buch „zu einem besinnlichen Vorlesevergnügen“ machen.

### Auszeichnungen
- 1970: Lewis Carroll Shelf Award
- 1973: The Brooklyn Art Books For Children Citations[9]

## Ausgaben
- Astrid Lindgren: Weihnachten im Stall. Oetinger, Hamburg 1961, ISBN 978-3-7891-6132-2 (illustriert von Harald Wiberg)
- Astrid Lindgren: Weihnachten im Stall. Oetinger, Hamburg 2002, ISBN 978-3-7891-6837-6 (illustriert von Lars Klinting)
- Astrid Lindgren: Weihnachten im Stall: und andere Geschichten. Oetinger Media, Hamburg 2016, ISBN 978-3-8373-0672-9 (Hörbuch)